# Montbrun-des-Corbières
Montbrun-des-Corbières – miejscowość i gmina we Francji, w regionie Oksytania, w departamencie Aude.
Według danych na rok 1990 gminę zamieszkiwały 264 osoby, a gęstość zaludnienia wynosiła 25 osób/km² (wśród 1545 gmin Langwedocji-Roussillon Montbrun-des-Corbières plasuje się na 654. miejscu pod względem liczby ludności, natomiast pod względem powierzchni na miejscu 723.).

## Zabytki
Zabytki w miejscowości posiadające status Monument historique:
- kaplica Notre-Dame-de-Colombier (Chapelle Notre-Dame-de-Colombier)